# Doljani (żupania bielowarsko-bilogorska)
Doljani – wieś w Chorwacji, w żupanii bielowarsko-bilogorskiej, w mieście Daruvar. W 2011 roku liczyła 759 mieszkańców.